# Komuna e Gurrës
Komuna e Gurrës är en kommundel och tidigare kommun i Albanien.   Den ligger i prefekturen Qarku i Dibrës, i den norra delen av landet, 27 km nordost om huvudstaden Tirana.
Trakten runt Komuna e Gurrës består till största delen av jordbruksmark.  Runt Komuna e Gurrës är det ganska tätbefolkat, med 54 invånare per kvadratkilometer.